# Paper Mâché Dream Balloon
Paper Mâché Dream Balloon sedmi je studijski album australskog rock-sastava King Gizzard & the Lizard Wizard. Objavljen je 13. studenoga 2015. na službenom profilu skupine na Bandcampu, a tjedan dana poslije objavile su ga diskografske kuće Flightless i Heavenly Records. Pjesme na uratku snimljene su gotovo isključivo akustičnim glazbalima. Dosegao je 37. mjesto na australskoj ljestvici albuma.

## Popis pjesama
Tekstovi i glazba: Stu Mackenzie, osim gdje je označeno drukčije. 
| 1.    | »Sense«                     |                                | 3:30 |
| 2.    | »Bone«                      |                                | 2:16 |
| 3.    | »Dirt«                      | Joey Walker                    | 2:50 |
| 4.    | »Paper Mâché Dream Balloon« |                                | 2:39 |
| 5.    | »Trapdoor«                  |                                | 2:38 |
| 6.    | »Cold Cadaver«              |                                | 2:43 |
| 7.    | »The Bitter Boogie«         | Mackenzie, Ambrose Kenny-Smith | 4:29 |
| 8.    | »N.G.R.I. (Bloodstain)«     |                                | 2:25 |
| 9.    | »Time = Fate«               | Cook Craig                     | 2:26 |
| 10.   | »Time = $$$«                |                                | 2:04 |
| 11.   | »Most of What I Like«       | Walker                         | 3:17 |
| 12.   | »Paper Mâché«               | Mackenzie, Walker, Craig       | 2:29 |
| 33:46 |                             |                                |      |

## Recenzije
| Zbirne ocjene   | Zbirne ocjene |
| Izvor           | Ocjena        |
| --------------- | ------------- |
| Metacritic      | 71/100        |
| Recenzije       |               |
| Izvor           | Ocjena        |
| AllMusic        | [ 7 ]         |
| Classic Rock    | [ 8 ]         |
| Clash           | 7/10          |
| DIY             | [ 10 ]        |
| Exclaim!        | 8/10          |
| The Guardian    | [ 12 ]        |
| Under the Radar | [ 13 ]        |

Paper Mâché Dream Balloon dobio je uglavnom pozitivne kritike. Michael Hann dao mu je četiri zvjezdice od njih pet u recenziji za Guardian i zaključio je: „[Slušati] Paper Mâché Dream Balloon pravo je zadovoljstvo jer King Gizzard and the Lizard Wizard čine izvrsni autori pjesama iz kojih neprestano padaju melodije.” Tim Sendra u recenziji za AllMusic dao mu je tri i pol zvjezdice od njih pet i izjavio je: „Paper Mâché Dream Balloon predstavlja King Gizzarda vjerojatno na vrhuncu ozbiljnosti, ali i dalje funkcionira zbog iznimne kvalitete pjesama i njegove urođene čudnovatosti koja će uvijek doći do izražaja bez obzira na to koliko se trudio prikriti je.” Cosette Schulz u recenziji za časopis Exclaim! dala mu je osam bodova od deset i komentirala je: „Obožavatelji ranijih radova King Gizzarda vjerojatno će se teško nositi s vedrinom Paper Mâché Dream Balloona, ali kao što je bio slučaj s drugim australskim psihodeličnim sastavom Tame Impala i njegovim albumom Currents, ponekad trebate riskirati i objaviti nešto neočekivano; činjenica da se flauta dobro uklapa u gotovo svaku pjesmu samo je šlag na ovoj slatkoj torti.” Mark Beaumont u recenziji za Classic Rock dao mu je četiri zvjezdice od njih pet i zaključio je: „Slušatelje dream folka [ovaj će album] vratiti u mutne, rane dane Genesisa ili the Byrdsa, a obožavatelji indieja vratit će se najsnažnijem skunku koji su ikad popušili uz Pond, Grandaddy ili Neutral Milk Hotel.”

## Zasluge
| King Gizzard & the Lizard Wizard - Stu Mackenzie – akustična gitara, bubnjevi, glasovir, vokali, flauta, klarinet, kontrabas, bas-gitara, violina, udaraljke, sitar; snimanje (svih pjesama osim „Paper Mâché”); produkcija - Lucas Skinner – glasovir, bas-gitara; snimanje (svih pjesama osim „Paper Mâché”) - Joey Walker – akustična gitara, vokali, bas-gitara, kontrabas; snimanje (svih pjesama osim „Paper Mâché”) - Cook Craig – akustična gitara, vokali, kontrabas, udaraljke - Ambrose Kenny-Smith – vokali, usna harmonika - Michael Cavanagh – bubnjevi, bongosi, konga-bubnjevi |  | Ostalo osoblje - Jacob Portrait – snimanje (pjesme „Paper Mâché”) - Mikey Young – miksanje - Joe Carra – mastering - Jason Galea – ilustracije, fotografija |